# Rio Doceni
O Rio Doceni é um rio da Romênia, afluente do Dorna, localizado no distrito de Suceava.